# Chicago Joe and the Showgirl
Chicago Joe and the Showgirl er en britisk film fra 1990 af Bernard Rose.

## Medvirkende
- Kiefer Sutherland som Karl Hulten
- Emily Lloyd som Betty Jones
- Liz Fraser som Mrs. Evans
- John Lahr
- Harry Fowler som Morry
- Keith Allen som Lenny Bexley
- Patsy Kensit som Joyce Cook
- Angela Morant